# 북부운수
북부운수(北部運輸)는 서울특별시 중랑구 면목로 230 (면목동)에 있는 서울특별시의 시내버스 운송 업체이다.

## 역사
1970년대 ~ 2004년 서울시내버스 개편 이전
- 1974년 9월 23일: 서울시영버스의 분할 매각에 따라 시영버스 205번 노선을 불하받아 설립되었다.
- 1991년: 도시형버스 205번의 단축 루트인 좌석버스 205번을 운행했다.
- 1997년: 좌석버스 205번을 도시형버스 205-1번으로 형간전환하였다.
- 2000년 2월: 경영난으로 폐업한 구 혁성운수의 53번, 53-1번, 54번, 402번, 427번 등을 인수 합병했다.(이후 53-1번은 폐선되었다.)
- 2000년 봄: 신성교통(현 서울운수)에서는 당시 노사파업문제에 놓여있던 중랑구의 시내버스 자회사인 선진교통(구 신한교통)을 본 회사에 매각과 동시에 본 회사가 선진교통을 인수받아 흡수 합병하였다.
- 2002년 1월 10일: 522번은 회기역 ~ 강변역으로 조정되었다.

2004년 서울시내버스 개편 이후
- 2004년 7월 1일: 버스개편 이후에는 50, 205-1번이 폐선되었다. 205번에서 간선버스 272번으로 변경하여 남가좌동으로 운행하는 코스로 변경되었으며, 522-1번에서 지선버스 3215번으로 변경하여 상봉동에서 전농동으로 운행패턴이 변경되었으며, 427번에서 지선버스 2211번으로 변경되었다. 402번에서 지선버스 2112번으로 변경되면서 성북동으로 연장하였으며, 성북동 운행시 천호대로 방향운행 면목4동으로 운행시 제기동역 방향으로 운행한다. 53번에서 262번으로 변경하였으며, 54번에서 지선버스 2233번으로 변경되면서 대림동 ~ 동대문역사문화공원역 구간을 단축하고 옥수동으로 운행패턴이 변경되었다. 신설노선은 지선버스 2111번과 지선버스 2217번이 신설되면서 중랑공영차고지에도 영업소가 신설되었다. 지선버스 2217번은 중랑공영차고지 ~ 건대입구역 구간을 운행한다. (2005년 폐선) 지선버스 2111번은 면목동 ~ 상월곡동 구간을 운행한다. (현재는 2230번으로 변경), 지선버스 2212번은 면목동 ~ 신이문역 구간을 운행한다. (2005년 중반에 지선버스 2211번에 통합 폐선) 간선버스 262번은 면목동에서 중랑공영차고지로 기점이 변경되었다. 동시에 메트로버스 컨소시엄에 지분을 출자하였다.
- 2007년 9월: 지선버스 2111번은 동묘앞역으로 단축하면서 동시에 기점을 중랑공영차고지로 연장하였으며, 동시에 번호도 지선버스 2230번 노선번호로 변경하였다. 지선버스 2233번은 옥수동 운행시 전동중학교로 정차하는 형식으로 변경되었다.
- 2008년 12월: 지선버스 2230번은 청량리역으로 단축하였으며, 지선버스 2112번은 면목동 방향으로 운행시 양 방향 천호대로로 운행하는 패턴으로 변경되었다.
- 2009년 8월: 지선버스 3215번이 면목동 북부운수 차고지로 변경되면서 동시에 면목4동 - 청량리역 - 문정동 - 면목4동 순으로 패턴이 변경되었다.
- 2012년 3월: 간선버스 262번이 여의도 회차방식이 일부 변경되었다.
- 2013년 9월: 지선버스 3215번이 기점을 중랑공영차고지로 연장하며, 번호가 2311번으로 변경하였으며, 2230번은 기점이 면목동차고지로 변경하여 중랑차고지 ~ 중랑구청사거리 구간을 단축, 면목동차고지 ~ 상봉역 ~ 중랑구청사거리를 연장하는 형식이 되었다.
- 2013년 11월: 지선버스 2311번이 중랑공영차고지 연장당시 신내교회, 중랑구청사거리, 망우역 경유였던 것을 서울의료원, 중랑구청, 상봉1동 경유로 변경했다.
- 2014년 12월 23일: 구리암사대교 및 용마터널 개통으로 지선버스 2312번을 대원여객, 메트로버스, 서울승합 등과 공동배차로 개통하였다.
- 2023년 11월 25일: 녹색순환버스 01번, 8001번 노선 각각 01A번, 01B번으로 번호 변경

## 운행 노선
2023년 11월 25일 기준이다.
| 운행노선 | 운행구간               | 운행구간 | 운행구간               | 배차간격 (분) | 인가 대수 | 비고                                                                |
| -------- | ---------------------- | -------- | ---------------------- | ------------- | --------- | ------------------------------------------------------------------- |
| 01A번    | 남산예장버스환승주차장 | ↔        | 남산예장버스환승주차장 | 6~9           | 14        | 2022년 5월 2일 신설 02번 + 04번 통합 노선 녹색순환버스 노선         |
| 01B번    | 남산예장버스환승주차장 | ↔        | 남산예장버스환승주차장 | 9~40          | 5         | 2023년 4월 8일 신설 녹색순환버스 노선                               |
| 262번    | 중랑공영차고지         | ↔        | 여의도환승센터         | 6~10          | 28        | 구 53번 변경 & 대원교통과 공동배차로 운행한다.                      |
| 272번    | 면목동                 | ↔        | 남가좌동               | 4~7           | 40        | 구 205번 변경                                                       |
| 2112번   | 면목동                 | ↔        | 성북동                 | 10~14         | 14        | 구 402번 연장                                                       |
| 2211번   | 면목동                 | ↔        | 회기역                 | 5~7           | 18        | 구 427번 연장                                                       |
| 2230번   | 면목동                 | ↔        | 경동시장               | 5~10          | 19        | 구 2111번 단축                                                      |
| 2233번   | 면목동                 | ↔        | 옥수동                 | 12~17         | 17        | 구 54번 단축 & 변경                                                 |
| 2311번   | 중랑공영차고지         | ↔        | 문정동                 | 11~13         | 22        | 구 522-1번 변경 & 3215번 변경                                       |
| 2312번   | 강동공영차고지         | ↔        | 중랑공영차고지         | 8~30          | 9         | 대원여객과 공동배차로 운행한다.                                     |
| N72번    | 은평공영차고지         | ↔        | 신내역                 | 20~45         | 4         | 2022년 12월 1일 운행 개시 보광교통, 유성운수와 공동배차로 운행한다. |

### 맞춤버스
- ● 8221번: 장안동 - 동경호텔 - 답십리 - 전농동 - 동답초등학교 - 답십리역 (2018-03-26 신설노선, 이노선은 태릉교통, 한성운수, 상진운수 공동배차)

## 폐선된 노선

### 순환버스
- ● 01번: 청계천로 순환버스(2003년부터 동대문 - 광화문광장, 서울역 간을 운행하다 2005년 청계천로 순환버스로 재 개통. 2006년 4월 21일 폐선[1])
- ● 01번: 탄천주차장 - 대치동 쌍용아파트 - 삼성역 - COEX (2006년 4월 21일 개통, 2008년 9월 1일 순환버스 41번과 신설과 동시에 폐선)
- ● 01B번: 서울역 - 서울역 (2022년 6월 27일 폐선, 대원여객과 공동 배차 하였다.)
- ● 02번: N서울타워 → 충무로역 → 동대입구역 → 국립극장 → N서울타워
- ● 03번: N서울타워 - 남산도서관 - 서울역 - 남산3호터널 - 녹사평역 - 한강진역 - 약수역 - 동대입구역 - 국립중앙극장 - N서울타워 (2020년 1월 29일 폐선, 같은 날 신설된 03번과는 무관)
- ● 03번: 서울특별시청 → 경복궁 → 탑골공원 → 서울 중부 경찰서 → 명동역 → 북창동 → 서울특별시청 (2021년 7월 1일 폐선)
- ● 04번: N서울타워 → 시청앞 → 경복궁 → 안국역 → 탑골공원 → 종로5가역 → 동대문역사문화공원역 → 동대입구역 → N서울타워

### 지선버스
- ● 2111번: 중랑공영차고지 - 상월곡역 (2008년 12월 20일 지선버스 2230번으로 노선 번호 변경과 함께 노선 단축)
- ● 2212번: 면목4동 - 장평교 - 장안동 - 장한평역 - 회기역 (2005년 7월 10일 2211번과 통합)[2]
- ● 2217번: 중랑공영차고지 - 상봉시외버스터미널 - 사가정역 - 건대입구 (2005년 7월 19일 폐선)[3]
- ● 3215번: 면목동 - 청량리역 - 면목동 - 잠실역 - 문정동 (2013년 9월 26일 차고지 연장 및 노선변경과 함께 2311번으로 변경) <구 522-1번 변경>

### 맞춤버스
- ● 8002번: 서울역 - 회현역 - 명동역 - 남산케이블카 - 백범광장 (주말 시간대 운행, 2009년 7월 11일 폐선)
- ● 8221번: 중랑공영차고지 ↔ 석계역 (2015년 용림교통 파산으로 인한 대체 노선. 인가만 있었던 미운행 노선)
- ● 8222번: 중랑공영차고지 ↔ 봉화산역 (2015년 용림교통 파산으로 인한 대체 노선. 인가만 있었던 미운행 노선)
- ● 8223번: 장한평역 - 휘경여자중학교, 고등학교 - 회기역 (평일 출퇴근 시간대 운행) <구 427번> (2012년 8월 28일 2211번으로 통합)
- ● 8272번: 사가정역 - 상봉역 - 청량리역 - 신설동역 - 성신여대입구역 - 창경궁 - 경복궁역 - 연세대학교 - 사천교 (평일 출퇴근 시간대 운행 및 2회 반복, 2009년 7월 11일 폐선)
- ● 8361번: 강동공영차고지 - 상일동역 - 천호역 - 굽은다리역 - 강동구청역 - 잠실역 - 여의도 환승센터 - 영등포역 (평일 출퇴근 시간대 운행, 2009년 12월 21일 폐선) (메트로버스, 서울승합과 공동배차)

## 본사 및 영업소
- 면목동 본사 (272번, 2112번, 2211번, 2230번, 2233번)
- 신내동 영업소 (262번, 2311번, 2312번, N72번)

## 보유 차량
KGM커머셜
- 에디슨모터스 E-화이버드
- KGM 스마트 110

현대자동차
- 현대 그린시티
- 현대 뉴 슈퍼 에어로시티
- 현대 저상 뉴 슈퍼 에어로시티

우진산전
- 우진산전 아폴로 1100

하이거 버스
- 하이거 하이퍼스 EV

CRRC 중국중차
- CRRC 그린웨이 1100 EV

## 갤러리

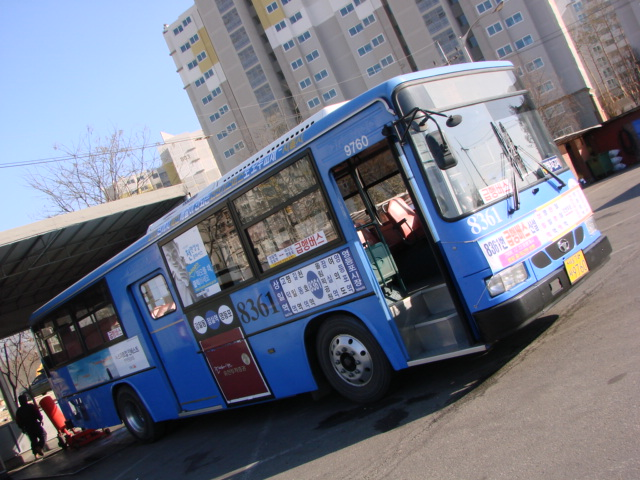
서울시내버스 구 8361번
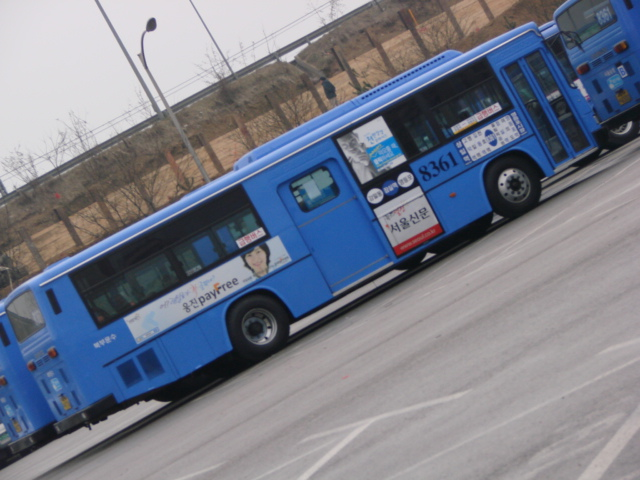
서울시내버스 구 8361번
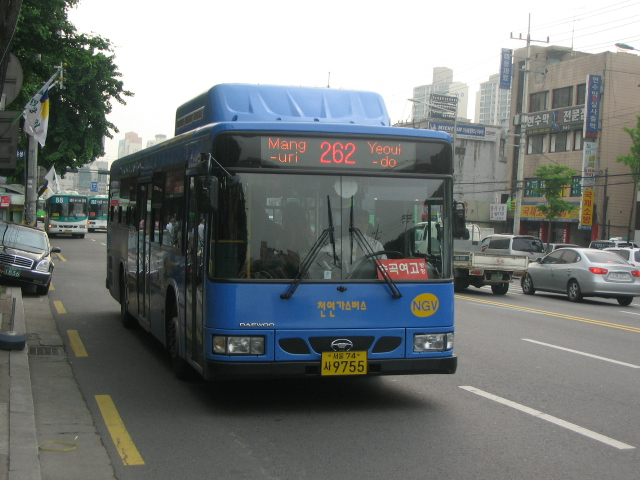
서울시내버스 262번
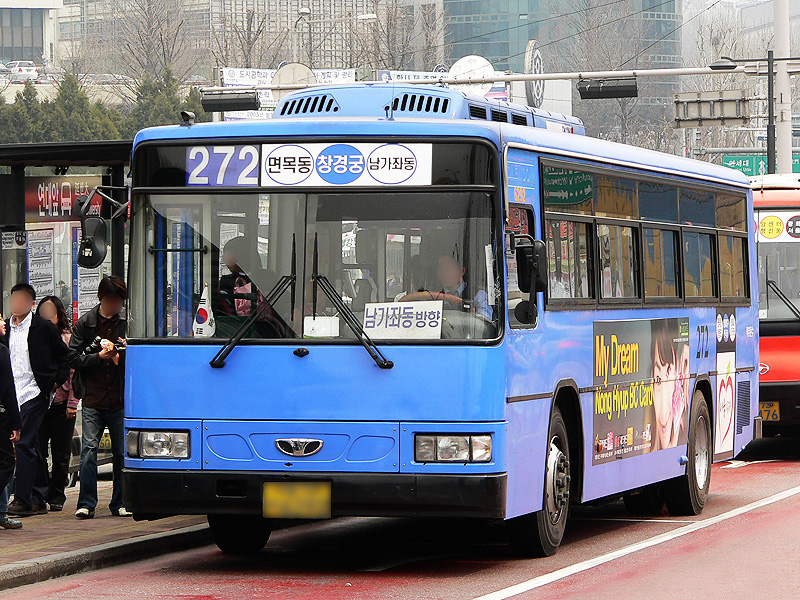
서울시내버스 272번
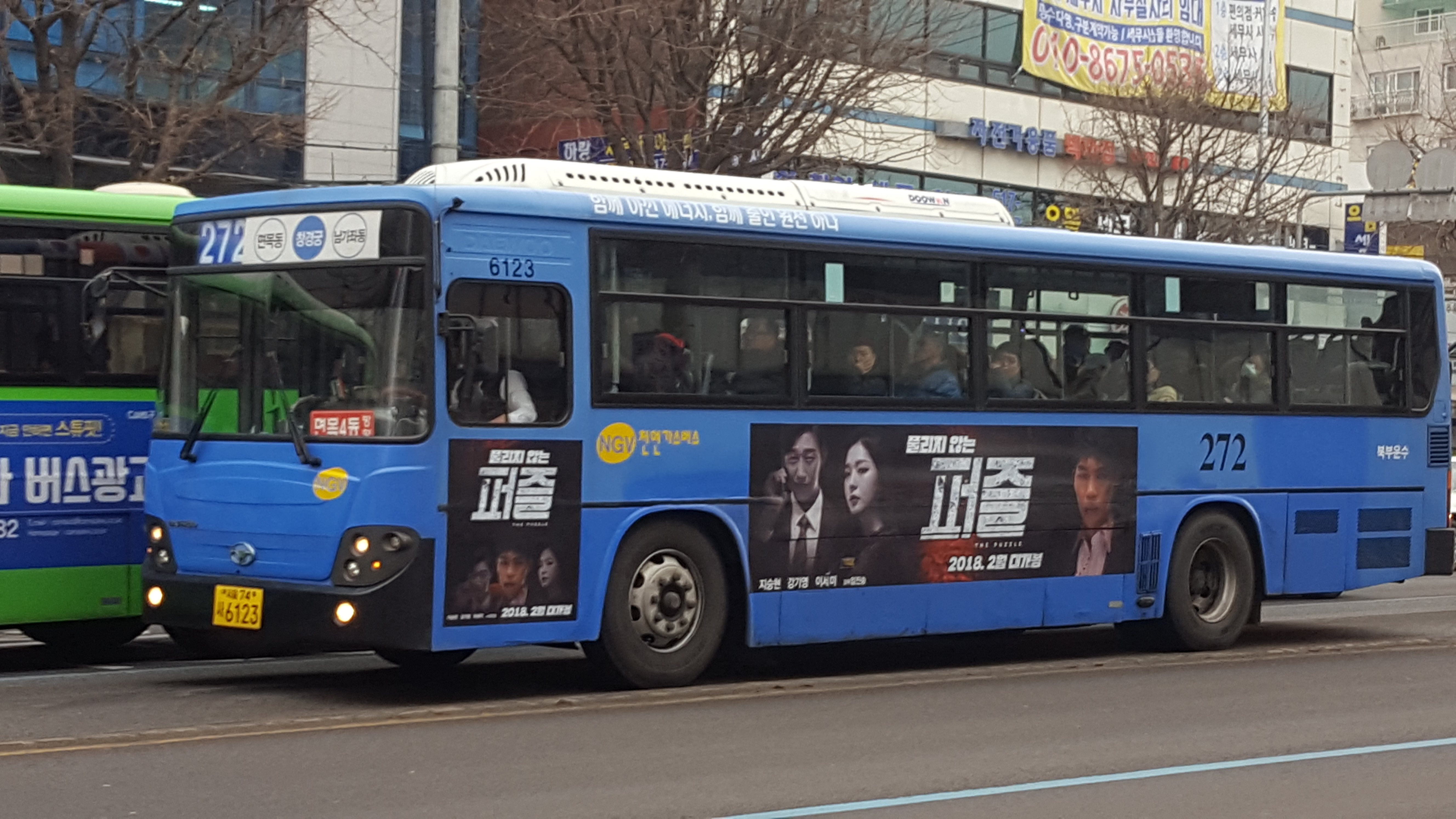
서울시내버스 272번
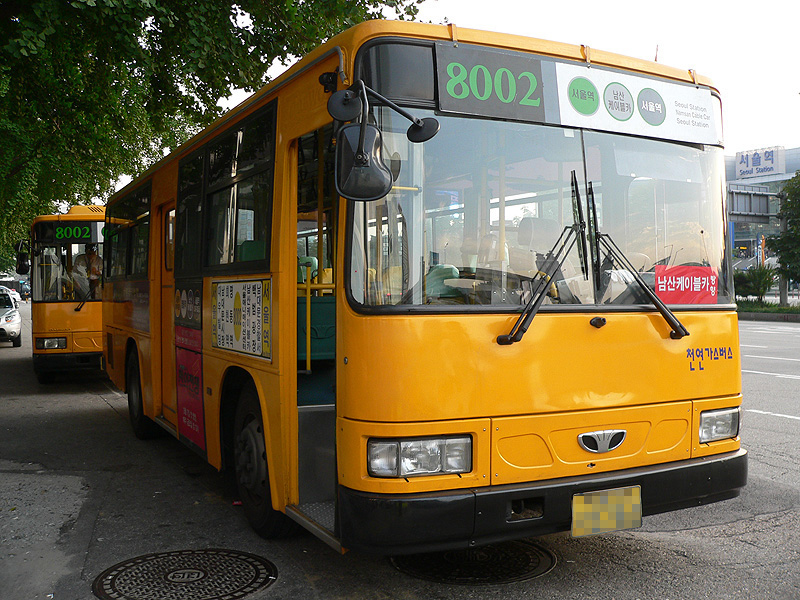
서울시내버스 구 8002번
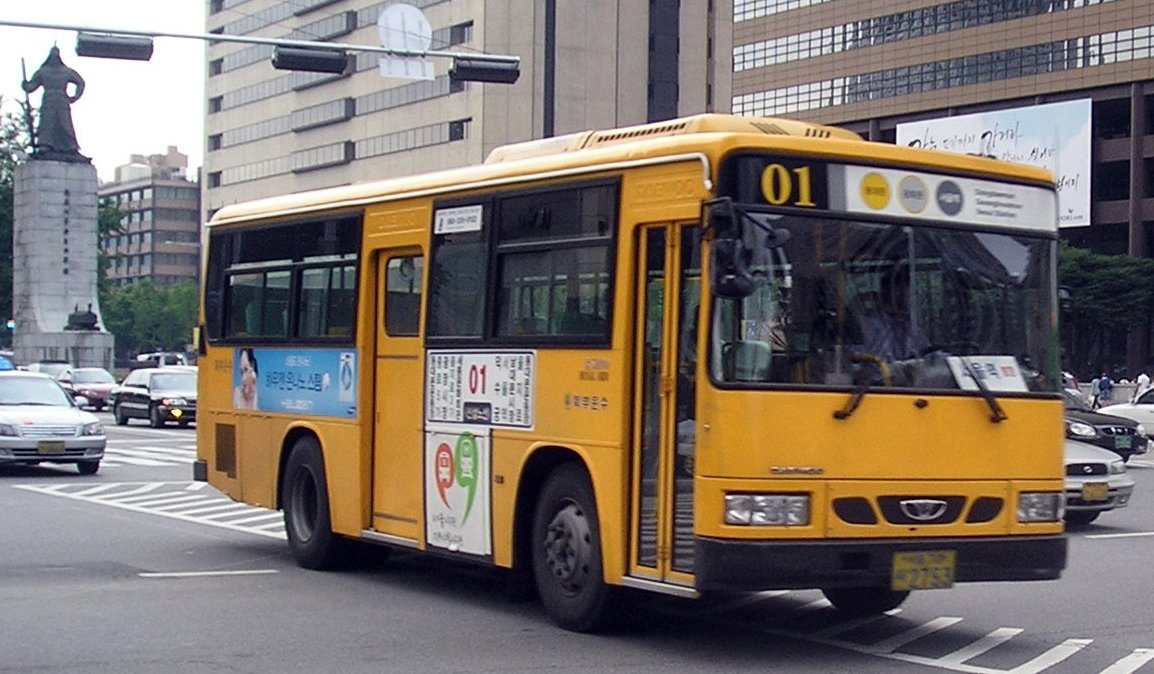
서울시내버스 구 01번
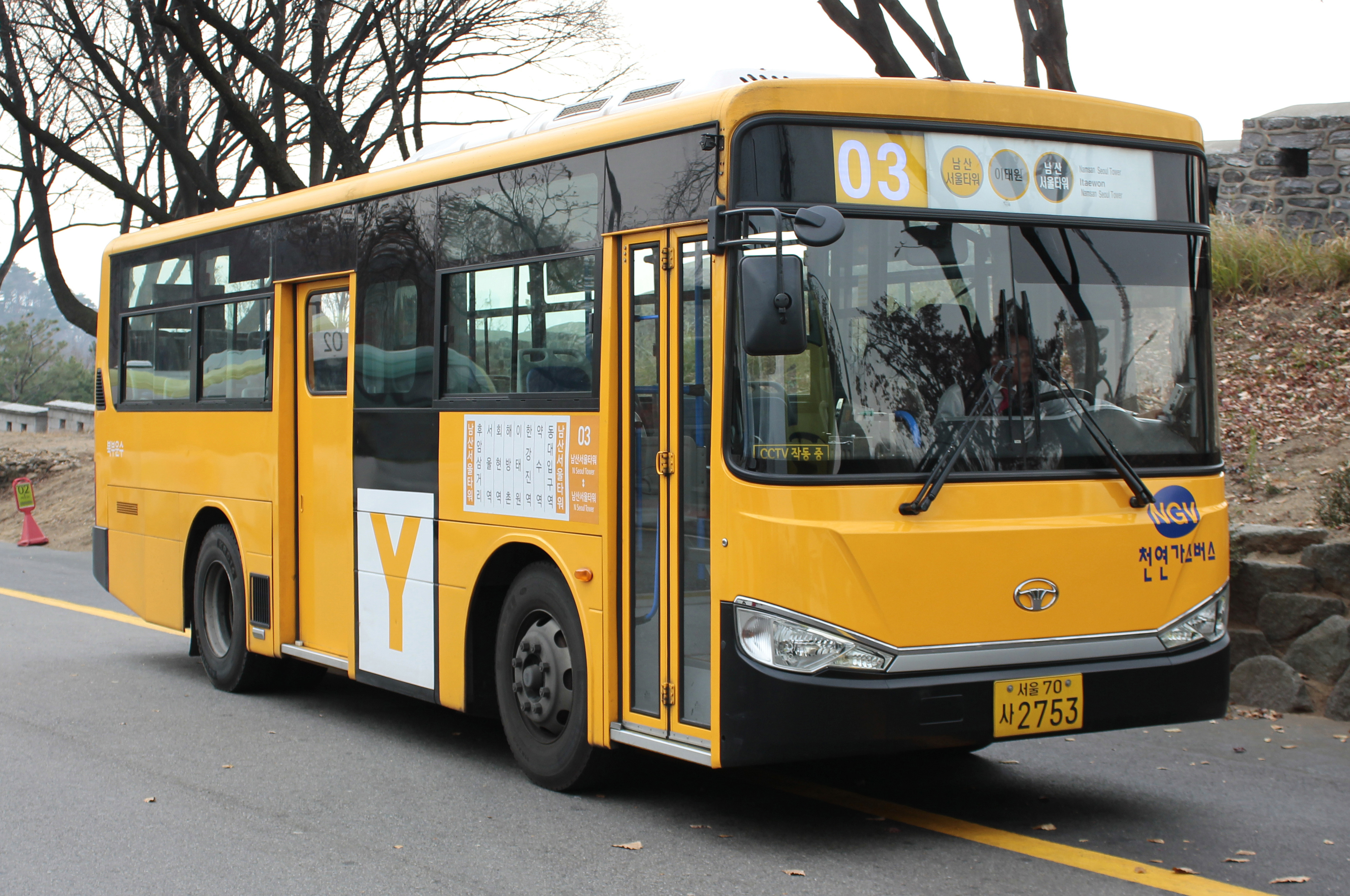
서울시내버스 03번
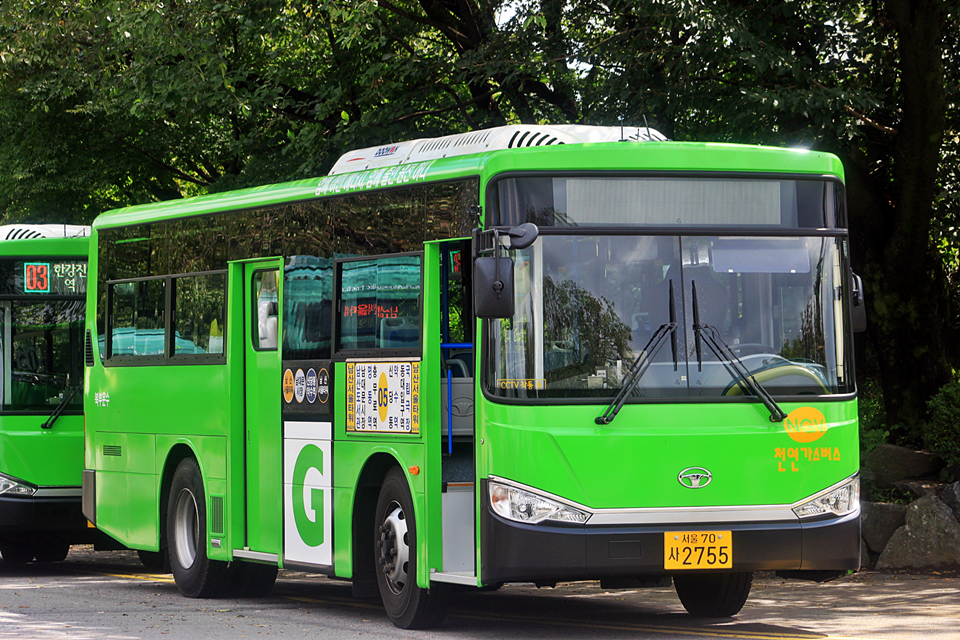
서울시내버스 05번
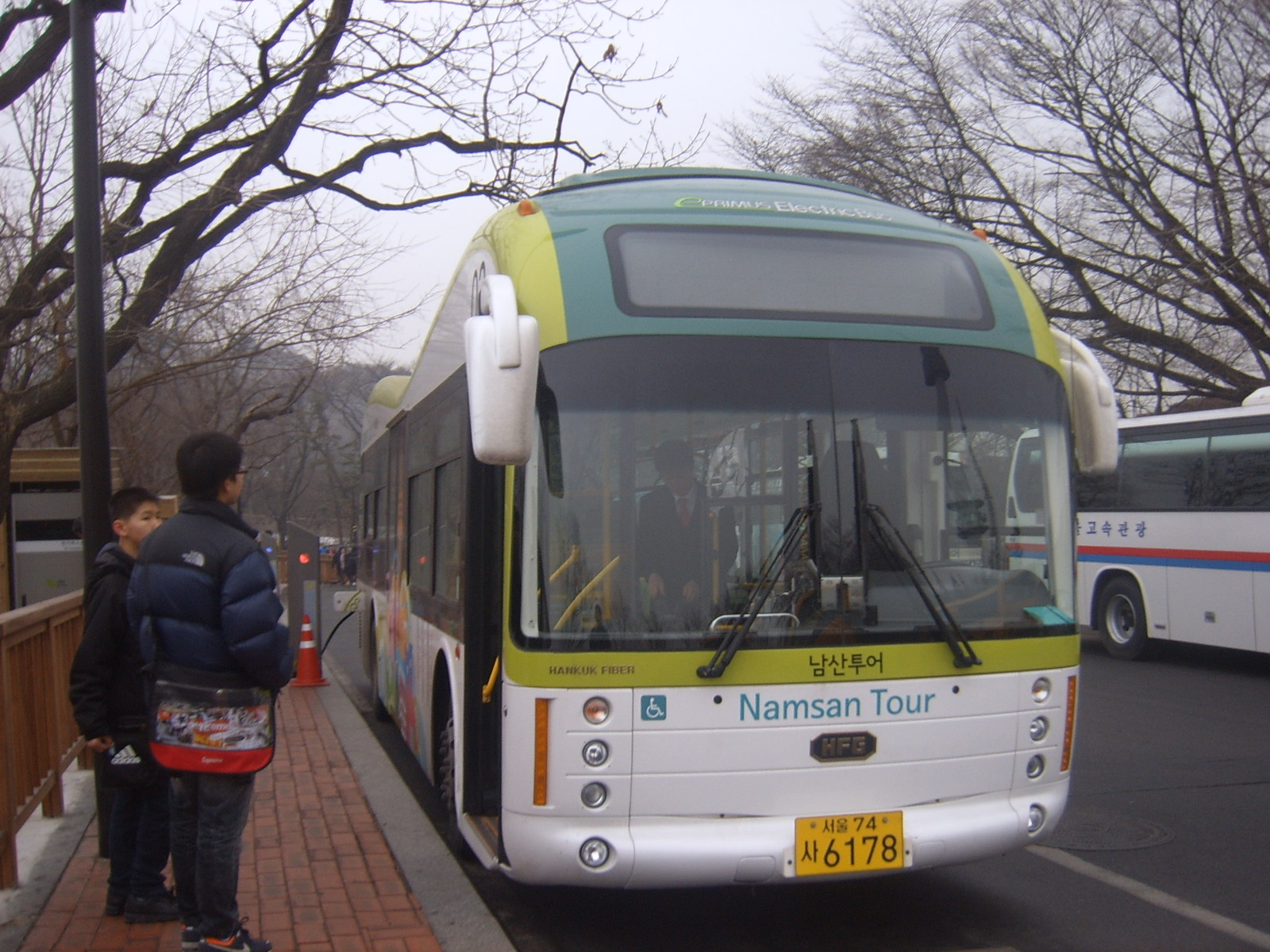
서울시내버스 05번
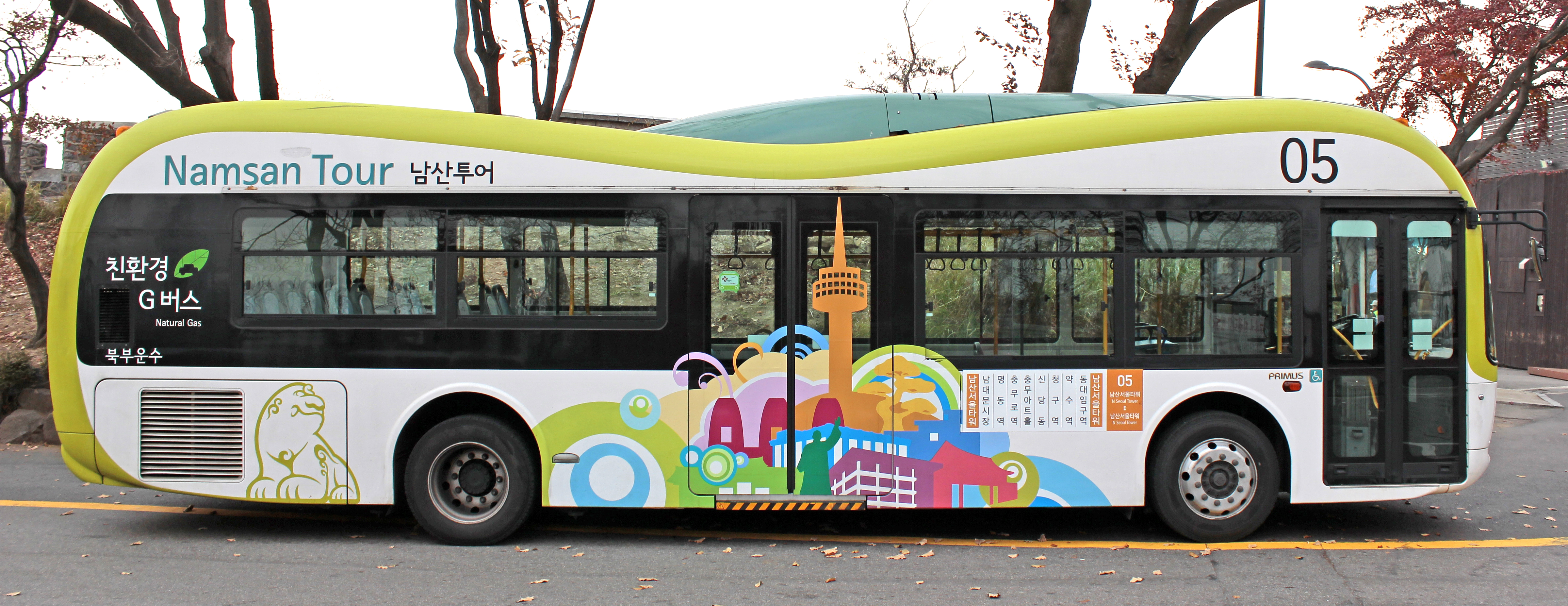
서울시내버스 05번
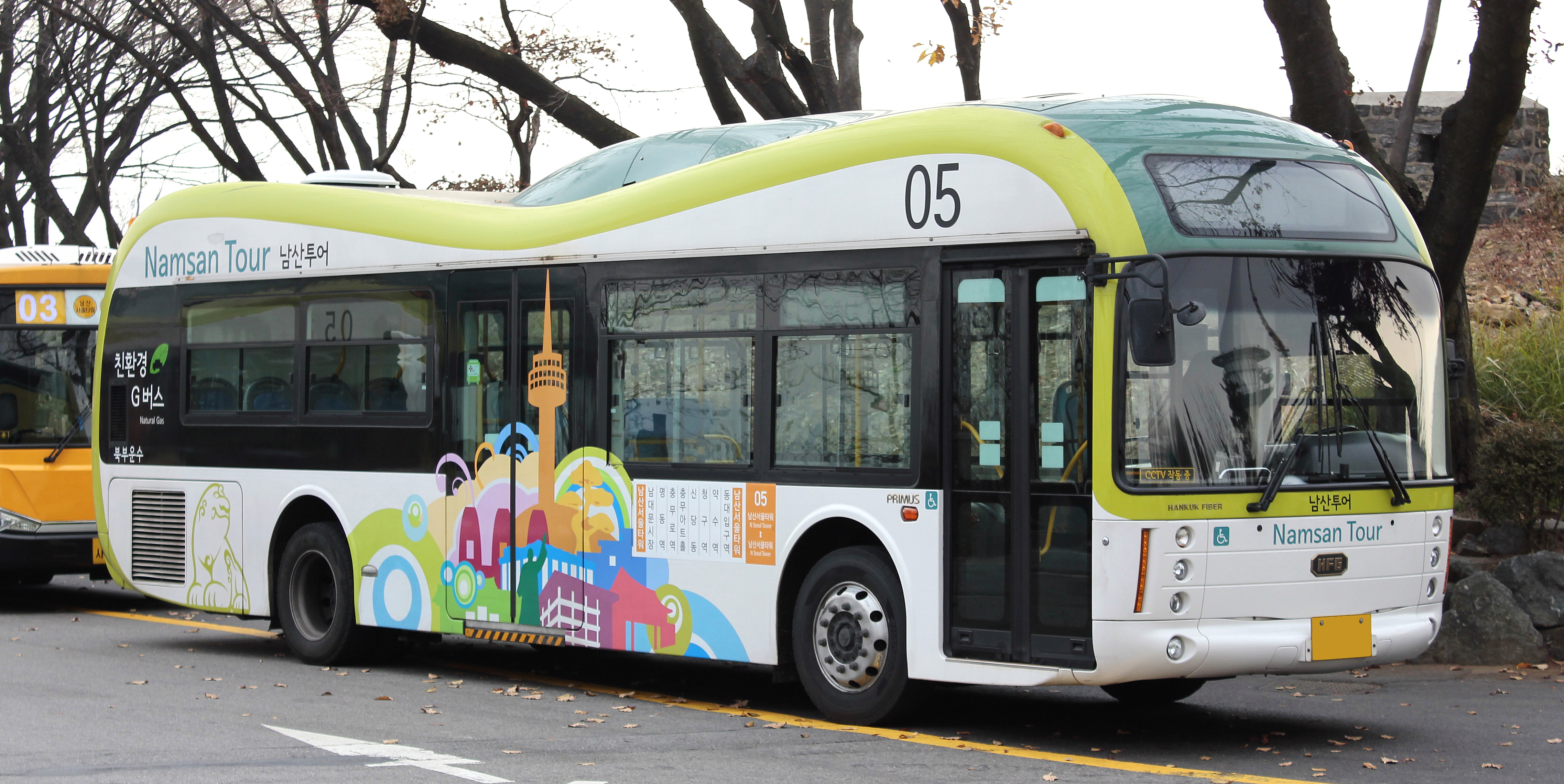
서울시내버스 05번
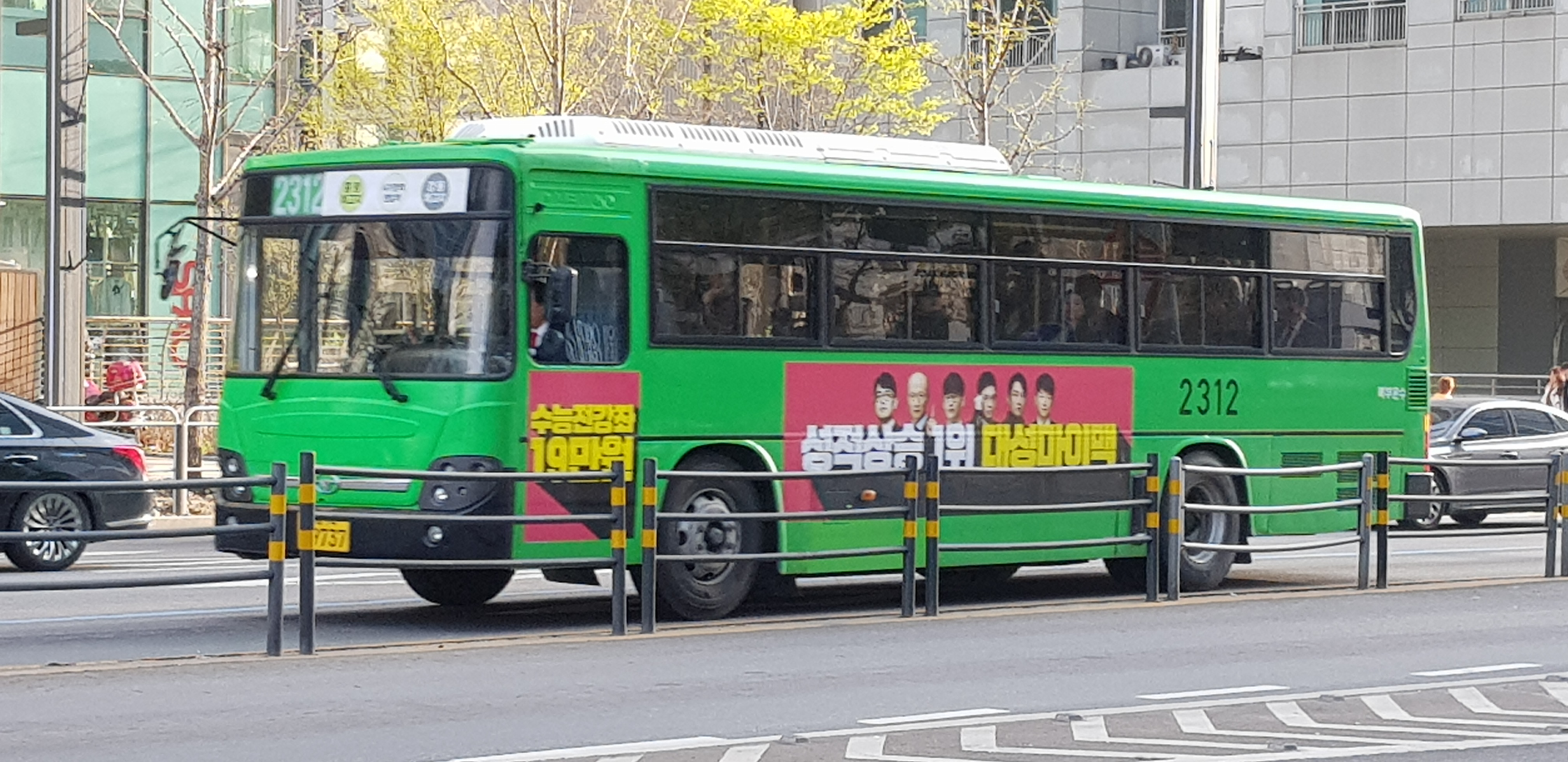
서울시내버스 2312번

## 같이 보기
- 메트로버스
- 대원교통
- 대원여객
- 서울승합